# Brandon (Saône-et-Loire)
Brandon ist eine Ortschaft und eine ehemalige französische Gemeinde mit 321 Einwohnern (Stand 1. Januar 2022) im Département Saône-et-Loire in der Region Bourgogne-Franche-Comté (vor 2016 Bourgogne). Sie gehörte zum Arrondissement Mâcon und war Teil des Kantons La Chapelle-de-Guinchay (bis 2015 Tramayes).
Mit Wirkung vom 1. Januar 2019 wurden die früher selbstständigen Gemeinden Clermain, Brandon und Montagny-sur-Grosne zur Commune nouvelle Navour-sur-Grosne zusammengeschlossen und haben in der neuen Gemeinde den Status einer Commune déléguée. Der Verwaltungssitz befindet sich im Ort Clermain.

## Geografie
Brandon liegt etwa 26 Kilometer westnordwestlich von Mâcon.

## Bevölkerungsentwicklung
| Jahr                      | 1962 | 1968 | 1975 | 1982 | 1990 | 1999 | 2006 | 2013 |
| Einwohner                 | 334  | 308  | 273  | 236  | 218  | 245  | 281  | 287  |
| Quelle: Cassini und INSEE |      |      |      |      |      |      |      |      |

## Sehenswürdigkeiten

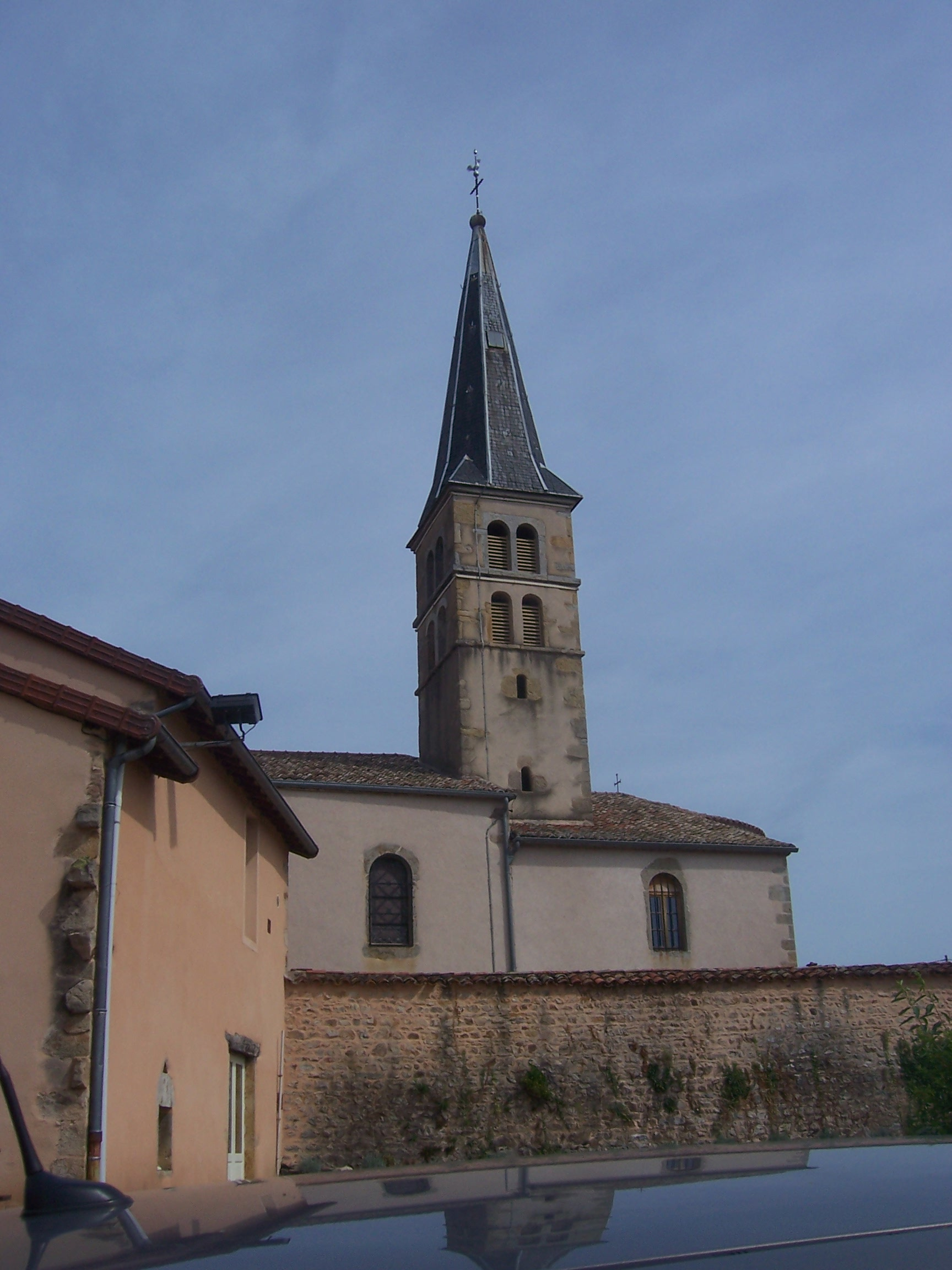
Kirche Saint-Pancrace

- Kirche Saint-Pancrace
- Schloss Esmyards